# 伊萬尼夫卡 (烏拉沙尼夫卡市鎮)
50°22′59″N 26°55′22″E / 50.38306°N 26.92278°E
伊萬尼夫卡（烏克蘭語：Іванівка）是位於烏克蘭西部的村莊，由赫梅利尼茨基州舍佩蒂夫卡區的烏拉沙尼夫卡市鎮負責管轄。該村始建於1648年，面積1.71平方公里，海拔高度222米，2001年人口612，人口密度每平方公里357.9人。